# Тірякле
Тірякле́ (рос. Тирякле, башк. Тирәкле) — присілок у складі Зіанчуринського району Башкортостану, Росія. Входить до складу Сакмарської сільської ради.
Колишня назва — присілок Ферми № 4 Сакмарського совхоза.
Населення — 75 осіб (2010; 106 в 2002).
Національний склад:
- башкири — 85%